# وادي زغيتون
وادي زغيتون أحد وديان العراق يقع جنوب شرق مدينة الحويجة في غرب محافظة كركوك شمال العراق، طريق الوادي وعر ومترامي الاطرافي، يقع الوادي إلى جانب وادي الشاي ويلتقيان بوادي أبو خناجر، ويبلغ عرض وادي زغيتون وأبو خناجر ما يقارب 4 إلى 5 كم وبطول 73 كم، تقطع الوديان مناطق كركوك وصولاً إلى منطقة الزركة في محافظة صلاح الدين لتمتد إلى سلسلة جبال حمرين في محافظة ديالى وتشمل العديد من القرى.